# Euphorbia peninsularis
Euphorbia peninsularis är en törelväxtart som beskrevs av Ivan Murray Johnston. Euphorbia peninsularis ingår i släktet törlar, och familjen törelväxter. Inga underarter finns listade i Catalogue of Life.